# Pierre Liardet
Pierre Liardet (né le 16 janvier 1950 à Sault) est un athlète français, spécialiste des courses de fond.

## Biographie
Il remporte la médaille de bronze par équipes lors des championnats du monde de cross-country 1974 en compagnie de Noel Tijou, Lucien Rault, Jean-Jacques Prianon, René Jourdan et Jean-Paul Gomez.
Il remporte deux titres de champion de France, sur 5 000 mètres et sur 10 000 mètres lors des championnats de France d'athlétisme 1974.